# Rhantus erraticus
Rhantus erraticus är en skalbaggsart som beskrevs av Sharp 1884. Rhantus erraticus ingår i släktet Rhantus och familjen dykare. Inga underarter finns listade i Catalogue of Life.